# HD 218759
HD 218759，又名CD-3019460，SAO 191703、HR 8823，是一颗恒星，视星等为6.51，位于銀經20.81，銀緯-67.76，其B1900.0坐标为赤經23h 5m 22.3s，赤緯-30° -67.76′ 58″。